# Los que vivimos
Los que vivimos (en inglés, We the Living) es la primera novela publicada por la novelista estadounidense Ayn Rand. También fue la primera expresión de Rand contra el comunismo. Publicada en 1936, es una historia de vida en la Rusia posrevolucionaria. Ayn Rand observa en el prólogo del libro que Los que vivimos es lo más cerca que estaría alguna vez de escribir una autobiografía. 
La novela fue completada en 1934, pero a pesar del apoyo recibido por parte de Henry Louis Mencken, fue rechazada por varios editores hasta que George Platt Brett de la editorial Macmillan accedió a publicar el libro. Brett dijo que "no sabía si harían dinero con él o no, pero que era una novela que debía ser publicada".